# Mancha negra esclerótica

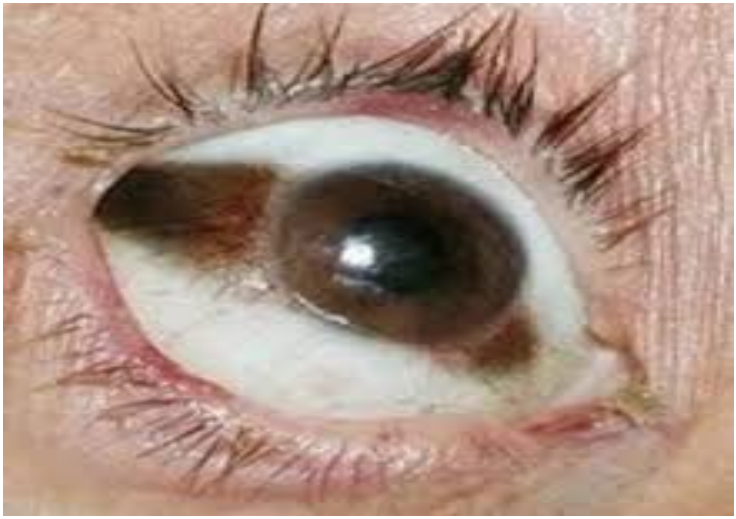
Figura 1. Mancha negra esclerótica desarrollada hasta completar una línea oscura en el ecuador ocular. Tomada con permiso del autor.

La mancha negra esclerótica es un cambio estructural que puede ocurrir en los ojos al permanecer en contacto con el aire por un tiempo prolongado, al mantener los párpados abiertos. La desecación del tejido hace que la esclerótica se adelgace, transparentándose, y permitiendo así, que los pigmentos coroideos que subyacen en el interior se muestren. Inicialmente son unas manchas de bordes indefinidos y de forma triangular que aparecen en ambos cantos del ojo. Posteriormente van extendiéndose hacia la pupila, tomando una forma más ovalada. En casos más avanzados, ambas manchas pueden unirse creando una franja horizontal a nivel del ecuador ocular (Fig. 1).

## La mancha dentro de la medicina forense
Dentro de la medicina forense se le conoce con el nombre de mancha de Sommer-Larcher o tâche noire de la sclerotique (mancha negra esclerótica, en francés), y es reconocido como uno de los primeros cambios en ocurrir en el cadáver post mortem debido a la desecación. No obstante, no existe una relación demostrada entre su desarrollo y el intervalo post mortem. Está demostrado que el desarrollo de la mancha negra esclerótica no está ligado al tiempo de muerte. Además, la medición de su desarrollo como herramienta de datación del cadáver no es reconocida como una técnica con bases científicas. A pesar de ello, aún comentan algunos que se muestra entre las tres y cinco primeras horas post mortem, mientras que otros que puede ocurrir hasta después de las primeras 10 a 12 horas.  Dichas confusiones permanecen en la literatura forense reciente así como en libros de difusión científica